# 小張
小張（おばり）は、茨城県つくばみらい市の地名。郵便番号は300-2353。

## 地理
つくばみらい市の中部に位置し、地域内を県道野田牛久線が通る。また、みらい平地区に隣接しており、北西部をみらい平地区へと分離した。地域内には市立小張小学校、つくばみらい市総合運動公園がある。
東は板橋・伊奈東、西は新戸・市野深・紫峰ヶ丘・陽光台・谷口、南は新戸、北は小島新田と接している。

## 世帯数と人口
2017年（平成29年）8月1日現在の世帯数と人口は以下の通りである。
| 大字 | 世帯数  | 人口    |
| ---- | ------- | ------- |
| 小張 | 710世帯 | 1,830人 |

## 小・中学校の学区
市立小・中学校に通う場合、学区は以下の通りとなる。
| 番地 | 小学校     | 中学校     |
| ---- | ---------- | ---------- |
| 全域 | 小張小学校 | 伊奈中学校 |

## 歴史
戦国時代には只越善久（ただこしぜんきゅう）が小張城を築城した。慶長8年（1603年）に松下重綱が小張城に入り、小張藩を立てたが、元和2年（1616年）に下野国烏山藩へ移封となったため、小張藩は消滅し、小張城も廃城となった。寛永2年（1625年）、伊奈忠治が陣屋を設け、鬼怒川の河川工事と谷原領の開拓の拠点とした。また近世の小張は「小張駅」とも称し、筑波や谷田部へ向かう街道の宿駅としての役割もあった。
近代になると小張村の役場が置かれ、伊奈村（後に伊奈町）発足以後は村の北部に位置する一集落となった。

## 交通
首都圏新都市鉄道つくばエクスプレスみらい平駅、常磐線取手駅とつくば市谷田部地区を結ぶ路線バスと、つくばみらい市コミュニティバス｢みらい号｣が地域内を走っている。みらい平駅にも近接しており、みらい平駅からのバスも利用できる。

### 路線バス
地域内には、｢寺下｣、「小張下宿」、「小張」、「愛宕」、「愛宕住宅前」、「高波」、「出山住宅」の7つの停留所がある。
| 主要経由地                                          | 行先       | 運行会社  |
| --------------------------------------------------- | ---------- | --------- |
| 高波・みらい平駅・小張・豊体・谷井田中央・白山8丁目 | 取手駅西口 | ■関東鉄道 |
| 小張・みらい平駅・高波・茨城ゴルフ場・谷田部四ツ角  | 谷田部車庫 | ■関東鉄道 |
| 小張下宿・小張・板橋不動尊・筑波ゴルフ場・高岡      | 谷田部車庫 | ■関東鉄道 |
| 小張・愛宕住宅前・高波                              | みらい平駅 | ■関東鉄道 |

### コミュニティバス
地域内には、「高波住宅前」、「高波」、「愛宕住宅前」、「愛宕」、「小張」、「宮田歯科前」、「総合運動公園西」、「寺下」、「小張下宿」、「出山住宅前」の10つの停留所がある。
| 系統 | 主要経由地                                                 | 行先           | 運行会社  |
| --- | ---------------------------------------------------------- | -------------- | --------- |
| 南（右） | 板橋小学校前、きらくやまふれあいの丘・伊奈庁舎・守谷駅東口 | 循環みらい平駅 | ■関東鉄道 |
| 南（左） | 守谷駅東口・伊奈庁舎・きらくやまふれあいの丘・板橋小学校前 | 循環みらい平駅 | ■関東鉄道 |
| 東（右） | 伊奈東中央・板橋小学校前・きらくやまふれあいの丘・伊奈庁舎 | 循環みらい平駅 | ■関東鉄道 |
| 東（左） | 伊奈東中央・板橋小学校前・伊奈庁舎・きらくやまふれあいの丘 | 循環みらい平駅 | ■関東鉄道 |
| 備考 - 循環は循環路線 - 南（右）は、つくばみらい市コミュニティバスの系統。南は南ルート、（右）は右回りを意味する。 |                                                            |                |           |

### 道路
- 千葉県道・茨城県道46号野田牛久線 - 旧・布施街道であり、小張丁字路以南に江戸時代の小張宿があった[3]。布施街道は現今の野田牛久線よりも道幅が広く、最大10mあったとされる[3]。
- 茨城県道127号谷田部小張線

## 施設
- つくばみらい市立小張小学校
- つくばみらい市総合運動公園
- 茨城ゴルフ倶楽部
- 愛宕神社

### 史跡
- 善空寺 - 文明3年（1471年）創建[3]。本尊は阿弥陀如来像で、南北朝期の作品[3]。
- 高雲寺 - 松下重綱により元和元年（1615年）に創建される[3]。